# Norrlångvik
Norrlångvik är en vik i Finland. Den ligger i kommunen Kimitoön i landskapet Egentliga Finland, i den södra delen av landet, 130 km väster om huvudstaden Helsingfors.
Norrlångvik sträcker sig in i Kimitoön i östlig riktning från Nordvikfjärden. Längst in i viken utmynnar Långvikbäcken.